# Loving Day
Loving Day sind die jährlich am 12. Juni in den Vereinigten Staaten in vielen Städten stattfindenden Feierlichkeiten zum Jahrestag der Entscheidung des Obersten Gerichtshofs im Fall Loving v. Virginia. Mit dieser wurde im Jahr 1967 ein Gesetz des Bundesstaates Virginia aufgehoben, durch das sogenannte „gemischtrassige“ Ehen zwischen weißen und nichtweißen Partnern verboten waren. Das Urteil des Obersten Gerichtshofs zugunsten des Ehepaares Loving markierte in den USA das juristische Ende aller auf der Hautfarbe basierenden Beschränkungen bei der Eheschließung und gilt deshalb als Grundsatzentscheidung und als Meilenstein der amerikanischen Bürgerrechtsbewegung.
Zum Prozess kam es aufgrund der Verurteilung von Richard Loving und Mildred Loving auf der Basis eines seit 1924 in Virginia geltenden Gesetzes wegen ihrer in Washington, D.C. geschlossenen Ehe, da Richard Loving weiß war, während Mildred Loving als Afroamerikanerin galt.
Der Loving Day ist inzwischen die größte multirassische Feier in den USA; mehrere Städte und Caroline County in Virginia, die Heimat der Lovings, haben Loving Day zu einem offiziellen Feiertag gemacht.